# Hartung Marggravius
Hartung Marggravius (* im 13. Jahrhundert; † im 14. Jahrhundert) war ein deutscher Franziskanermönch, Weihbischof in Trier und Titularbischof in Macri.

## Leben
Hartung Marggravius war Mitglied des Franziskanerordens und Vorsteher des Franziskanerklosters Worms, das von 1221 bis 1527 Bestand hatte. Im Juli 1315 wurde er zum Weihbischof des Erzbischofs Balduin von Luxemburg und zum Titularbischof in Macri ernannt. 1317 gab er diese Ämter auf und wurde in Worms, Würzburg und Mainz tätig.
Im Streit des deutschen Königs Ludwig mit Papst Johannes XXII. um die Ausübung der Herrschaftsrechte stellte sich Marggravius auf die Seite des Königs, weshalb ihn Johannes mit Kirchenstrafen belegte. Dabei ging es um den päpstlichen Anspruch, erst ein vom Papst anerkannter König könne Herrschaftsrechte ausüben. Der Mainzer Erzbischof Matthias von Mainz unterstützte die Politik des Papstes nur widerwillig, weshalb er mit Kirchenstrafen belegt wurde. Aus Machtgründen brauchte ihn der Papst dennoch und erteilte ihm am 10. Juni 1328 den Auftrag, Marggravius von den Kirchenstrafen zu befreien.